# Buffy contre les vampires, Saison dix
 (mars 2014).
Si vous disposez d'ouvrages ou d'articles de référence ou si vous connaissez des sites web de qualité traitant du thème abordé ici, merci de compléter l'article en donnant les références utiles à sa vérifiabilité et en les liant à la section « Notes et références ».
Buffy contre les vampires, Saison dix, est une série de comic books éditée par Dark Horse Comics.
Cette saison éditée à partir de mars 2014 se passe 6 mois après les événements de la saison neuf. Elle est composée de Buffy contre les vampires (25 épisodes ?), Angel & Faith (25 épisodes ?).

## Buffy contre les vampires
Scénario de Christos Gage et Nicholas Brendon, et dessins de Rebekah Isaacs.

### Synopsis
Les zompires envahissent une petite ville de Californie. Alors qu'ils tentent de les neutraliser, Buffy et ses amis découvrent l'existence d'un nouveau type de vampire plus difficile à tuer, capable de se transformer et de marcher à la lumière du jour... semblable à Dracula. Et comme si cela ne suffit pas, les règles de la magie ne sont plus du tout les mêmes !

### Parution américaine
1. New Rules, Part I : 19 mars 2014
2. New Rules, Part II : 23 avril 2014
3. New Rules, Part III : 21 mai 2014
4. New Rules, Part IV : 18 juin 2014
5. New Rules, Part V : 23 juillet 2014
6. I Wish, Part I : 20 août 2014
7. I Wish, Part II : 17 septembre 2014
8. Return to Sunnydale Part I : 22 octobre 2014
9. Return to Sunnydale Part II : 19 novembre 2014
10. Day Off (or Harmony in my head) : 24 décembre 2014
11. Love dares you, Part I : 21 janvier 2015
12. Love dares you, Part II : 18 février 2015
13. titre inconnu : 18 mars 2015
14. titre inconnu : 22 avril 2015
15. titre inconnu : 20 mai 2015
16. Old demons, Part I
17. Old demons, Part II
18. Old demons, Part III
19. Freaky giles day
20. Triggers
21. In pieces on the ground, Part I
22. In pieces on the ground, Part II

### Parution française
1. Tome 1 : "Nouvelles règles" : 7 janvier 2015
2. Tome 2 : "Le prix des souhaits" : 9 juin 2015
3. Tome 3 : "Quand l'amour vous met au défi" : 24 février 2016
4. Tome 4 : "Vieux démons" : 6 juillet 2016
5. Tome 5 : "Repose en pièces" : 15 mars 2017
6. Tome 6 : "Savoir se prendre en main" : 23 août 2017

## Angel & Faith 2
Scénario de Victor Gischler et dessins de Will Conrad.

### Parution américaine
1. Where the River meets the Sea, Part I : 2 avril 2014
2. Where the River meets the Sea, Part II : 7 mai 2014
3. Where the River meets the Sea, Part III : 4 juin 2014
4. Where the River meets the Sea, Part IV : 2 juillet 2014
5. Old Habits : 6 août 2014
6. Lost and found, Part I : 3 septembre 2014
7. Lost and found, Part II : 1 octobre 2014
8. Lost and found, Part III : 5 novembre 2014
9. Lost and found, Part IV : 3 décembre 2014
10. Lost and found, Part V : 7 janvier 2015
11. United, Part I : 4 février 2015
12. United, Part II : 2 mars 2015
13. United, Part III : 1 avril 2015
14. United, Part IV : 6 mai 2015
15. Fight or flight : 3 juin 2015
16. Those who can't teach gym, Part I
17. Those who can't teach gym, Part II
18. Those who can't teach gym, Part III
19. A little more than kin, Part I
20. A little more than kin, Part II
21. A tale of two families, Part I

### Parution française
1. Tome 1 : Where the River meets the Sea : non prévus'